# Oedicodia melanographa
Oedicodia melanographa là một loài bướm đêm trong họ Noctuidae.